# Bobby Rydell
Pour les articles homonymes, voir Rydell.
Bobby Rydell, nom de scène de Robert Louis Ridarelli, né le 26 avril 1942 à Philadelphie en Pennsylvanie et mort le 5 avril 2022 à Abington (Pennsylvanie),, est un chanteur américain, populaire auprès des jeunes dans les années 1960.

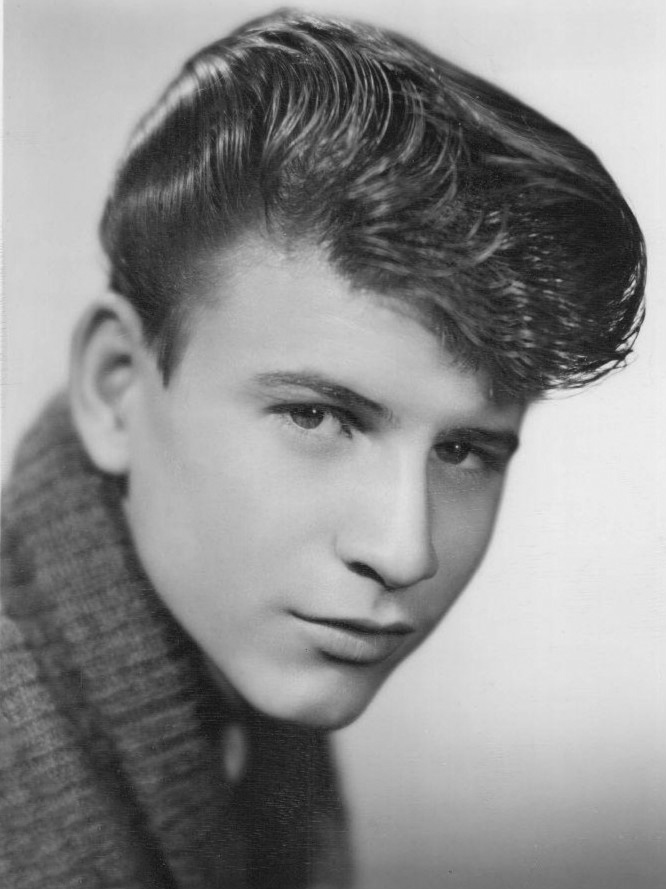
Bobby Rydell en 1960.

Relativement peu connu en France, il s'y est cependant produit en 1961 au premier festival international de rock'n'roll au Palais des sports de Paris.
Avant de se lancer dans la carrière de chanteur, il fait partie comme batteur d’un groupe en compagnie de son concitoyen Frankie Avalon, qui deviendra lui aussi un chanteur très populaire. Il obtient un premier succès au palmarès en 1959 avec la chanson Kissin Time. Jusqu’au milieu des années 1960, il sera considéré comme une idole des jeunes américains, inscrivant 5 singles dans le Top 10, notamment Wild One, la chanson Swingin’ School extraite du film Because They’re Young, et une reprise de la chanson Volare qu’avait popularisée Dean Martin en 1958. Cinq de ses singles lui vaudront des disques d’or.
Bobby Rydell a continué de se produire dans des clubs de nuit et à Las Vegas au cours des années 1970 et 1980. En juillet 2012, il a subi à 70 ans une double greffe du foie et des reins dans un hôpital de Philadelphie.
Incarné par l'acteur Von Lewis, son personnage fait une apparition au début du film Green Book, chantant That Old Black Magic dans une boîte de nuit du Bronx.